# Katsudō Shashin
Katsudō Shashin (活動写真?  , lit. Imágenes en movimiento), o Fragmento de Matsumoto, es una película animada japonesa, posiblemente una de las animaciones más antiguas de Japón, ya que su fecha de realización oscila entre 1907 y 1911, aunque fue descubierta en Kioto en 2005. Su autor es aún desconocido.
La cinta tiene una duración de tres segundos. En la película se observa a un joven que escribe los caracteres «活動 写真» —«imágenes en movimiento»— en un muro, se quita el sombrero y hace un saludo. Los fotogramas que la componen fueron estarcidos en rojo y negro usando un dispositivo para hacer diapositivas (kappa-ban) en vidrio para linterna mágica. Una de sus características más notables es que los extremos de la tira de película están unidos entre sí, lo que de este modo permite que la animación se reproduzca continuamente. 

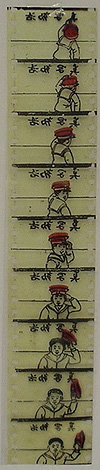
Katsudō Shashin (1907) Parte

## Descripción
Katsudō Shashin se compone de dibujos animados en cincuenta fotogramas de tira de celuloide y dura en total tres segundos, a una velocidad de dieciséis imágenes por segundo. En él aparece un joven vestido con un traje de marinero, que escribe los caracteres kanji «en japonés: 活動写真» (katsudō shashin, o imágenes en movimiento) en una pared, y acto seguido se voltea hacia el espectador, se quita el sombrero y saluda. Katsudō Shashin es su título provisional, ya que el verdadero es desconocido. También se le llama Fragmento de Matsumoto (en honor a su descubridor), aunque se trata de una obra completa en sí misma.
A diferencia de la animación tradicional, en la que las imágenes son fotografiadas, aquí se utilizó un dispositivo denominado kappa-ban con el que cada fotograma se imprimió directamente en una tira de 35 mm por medio de la técnica de estarcido. Esta impresión se considera de baja calidad, y el color de relleno de la gorra del marinero no siempre coincide con el contorno. Las imágenes resultantes tenían una tonalidad roja y negra. Cabe señalar que los extremos de la tira se unieron de tal forma que se permitiera una reproducción en bucle.

## Análisis
Con base en el texto en japonés, la investigadora Sandra Annett dedujo que la película estaba destinada a un público nacional que puede leer kanjis, a diferencia del cine mudo sin escritura, con objetivos más internacionales, como Fantasmagorie, de Émile Cohl. Ya se encuentra en Katsudō Shashin los temas, personajes o enfoques utilizados en la animación nipona en la preguerra o en los períodos de guerra. Como en el filme de propaganda Momotarō, dios de las olas, utilizado durante la Segunda Guerra Mundial, se observa la figura del niño en uniforme y la importancia de aprender y enseñar el idioma japonés. También lleva a cabo un trabajo de reflexividad, ya que es una animación sobre el propio proceso creativo y los espectadores.

## Antecedentes

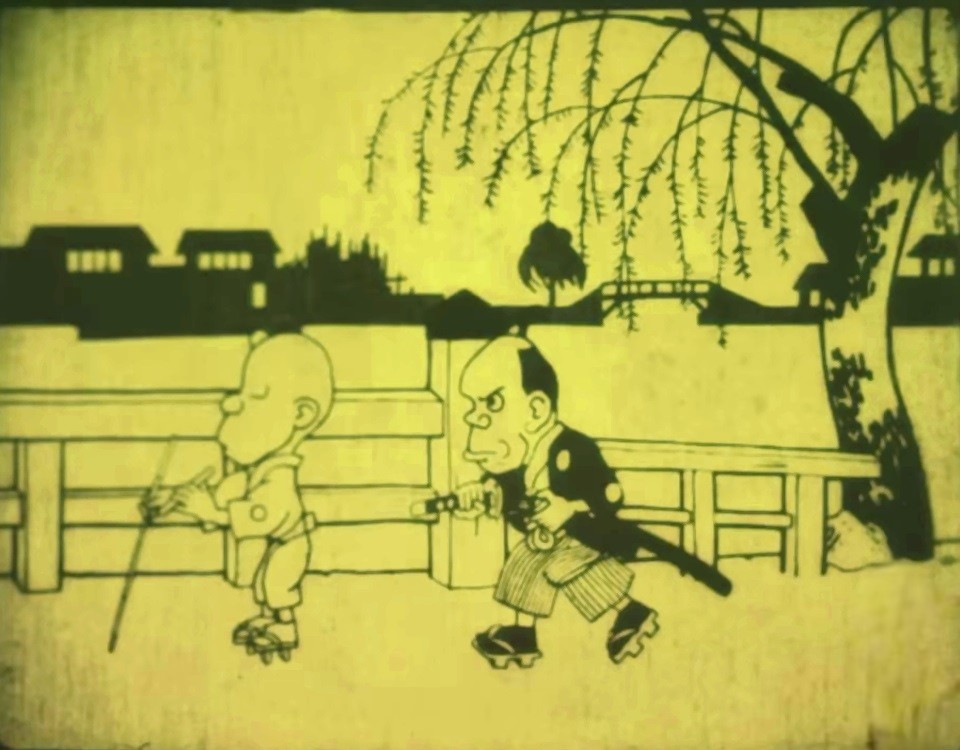
Películas de animación japonesa, como Hanawa Hekonai meitō no maki, de Jun'ichi Kōuchi, comenzaron a proyectarse en los cines en 1917.

La tecnología para la proyección de películas llegó a Japón desde Occidente entre 1896 y 1897. Se tiene conocimiento de que la primera animación extranjera en ser proyectada en una sala de cine en este país fue Les Exploits de Feu Follet (1911), de Émile Cohl, estrenada en Tokio el 15 de abril de 1912. A su vez, algunas animaciones japonesas de Ōten Shimokawa, Seitarō Kitayama y Jun'ichi Kōuchi estuvieron entre las primeras producciones de este género en ser exhibidas en salas de cine. Si bien están catalogadas como cintas perdidas, se han descubierto algunas versiones de «películas de juguete» que pueden verse con ayuda de proyectores caseros. La más antigua de estas películas es Hanawa Hekonai meitō no maki (1917), conocida como Namakura Gatana en su edición original.
Una de las primeras formas de proyección de animaciones en este país fue la impresión de fotogramas en juguetes ópticos, como por ejemplo el zoótropo. En 1898, el fabricante de juguetes alemán Gebrüder Bing presentó un cinematógrafo en un festival de juguetes en Núremberg. A partir de 1904 esta tecnología llegó a Japón, de tal manera que varias empresas locales se fueron sumando a la distribución al público de dispositivos capaces de proyectar cintas animadas. Ya que en esa época era costoso producir películas con imágenes reales, era más común encontrar en el mercado cintas animadas, cuyas tiras estaban unidas en sus extremos de tal forma que el usuario podía ver continuamente la animación.
En el caso de Katsudō Shashin, tanto la técnica como el contenido permitirían afirmar casi con certeza que fue producida en Japón y no importada. Esta película no era una producción única, sino que fue hecha en serie para vendérsela a personas con proyectores caseros; había pocas salas de cine en Japón cuando la cinta se produjo.

## Historia
En diciembre de 2004 un comerciante de productos de segunda mano de Kioto se puso en contacto con Natsuki Matsumoto, experto en iconografía de la Universidad de Arte de Osaka, para comunicarle que tenía en su poder varias películas y proyectores que habían pertenecido a una antigua familia de su ciudad. Interesado en la colección, al siguiente mes Matsumoto se trasladó a Kioto. El conjunto incluía tres proyectores, once filmes de 35 mm y trece placas de vidrio para linterna mágica.
Matsumoto descubrió la tira de Katsudō Shashin, que no se había conservado en buenas condiciones. Habida cuenta de las fechas de manufactura de los proyectores de Kioto, Matsumoto y el historiador Nobuyuki Tsugata llegaron a la conclusión de que el filme databa de la era Meiji, entre los años 1907 y 1911. El historiador Frederick S. Litten sugirió 1907 como factible, y que «una fecha de producción anterior a 1905 o posterior a 1912 es poco probable». Consideró imposible la creación de la película después de 1912, porque el precio del celuloide aumentó a partir de la Primera Guerra Mundial y la elaboración de tales cortometrajes ya no habría sido rentable. Otras fuentes, como China Daily, especularon un período anterior a 1907, pero no se basaron en ninguna base científica, sino que incluso contradijeron la investigación publicada. En esa época existían muy pocas salas de cine en Japón, por lo que se cree que se trataba de un artículo que era producido en serie y vendido a un precio elevado, por lo que solo aquellos clientes que contaran con su propio proyector en casa podían disponer del material. Según Matsumoto, la cinta podría provenir de una empresa pequeña, dada la mala calidad de la tira y su rudimentaria técnica de impresión. Se desconoce aún el creador de la animación.
El hallazgo de Katsudō Shashin fue cubierto por los medios de comunicación a nivel nacional. El periódico japonés Asahi Shimbun fue el primero en difundir el descubrimiento del filme después de que Matsumoto los contactara. Dependiendo de su fecha de creación, la cinta podría ser anterior a los primeros trabajos animados de Cohl y los estadounidenses James Stuart Blackton (Humorous Phases of Funny Faces, 1906) y Winsor McCay (Little Nemo, 1911). A pesar de la naturaleza especulativa de la datación de la tira, el año 1907 prevaleció en gran medida, tanto en medios locales como internacionales. La prensa también afirmó que el hallazgo revolucionaba la historia de la animación y que era el primer anime nipón de la historia. Si bien destacó la relevancia de esta película, que data de la era Meiji, Nobuyuki Tsugata mostró dudas en cuanto a si debería ser incluida en la cronología del anime japonés, ya que es controvertido que pueda considerarse animación en el sentido contemporáneo de la palabra.